# West University Place, Texas
West University Place là một thành phố thuộc quận Harris, tiểu bang Texas, Hoa Kỳ. Năm 2010, dân số của xã này là 14787 người.

## Dân số
- Dân số năm 2000: 14211 người.
- Dân số năm 2010: 14787 người.